# Spit It Out
Spit It Out ist ein Lied der US-amerikanischen Metal-Band Slipknot. Es war am 16. September 2000 die zweite Single nach Wait and Bleed aus dem selbstbetitelten Debütalbum, welches bereits ab dem 29. Juni 1999 erhältlich war.

## Bedeutung des Textes
Das Lied wurde von der Band geschrieben, um bestimmten Leuten, welche bei einer lokalen Radiostation in Des Moines, Iowa, gearbeitet haben, wo Slipknot ursprünglich herkommen, etwas abzuschmeicheln, da diese Slipknot nicht leiden konnten und alles versuchten, um der Band Steine in den Weg zu legen.

## Aufführung
Das Lied ist Standard auf Slipknot-Konzerten, womit es zu den meistgespielten Liedern der Band gehört. Es wird meist zum Ende eines jeden Konzertes gespielt. Dabei wird der Song oft in die Länge gezogen, indem zum Ende hin bei der Bridge eine etwa fünfminütige Pause eingelegt wird, wobei die Band die Zuschauer bittet in die Knie zu gehen und bei der Fortführung des Liedes, was meist mit der Aufforderung Jump the fuck up von Sänger Corey Taylor geschieht, aufspringen sollen. Die Band selbst bezeichnet dieses „Ritual“ als Zero Bullshit. Es wurde ebenfalls auf den Live-DVDs Disasterpieces und (sic)nesses festgehalten als auch auf dem Livealbum 9.0: Live. Die Live-Version ist ebenfalls auf dem Best-of-Album Antennas to Hell enthalten.

## Versionen des Liedes
Einige Versionen des ersten Slipknot-Albums beinhalten außerdem einen speziellen Remix von Spit It Out, der als sogenannte „Hyper Version“ vorzufinden ist. Die „Hyper Version“ war auch auf der Wiederveröffentlichung zum zehnjährigen Bestehen des Debütalbums enthalten. Außerdem war auch der „Stamp You Out Mix“ sowie das Musikvideo des Liedes in der Veröffentlichung enthalten.

## Kommerzieller Erfolg

### Chartplatzierungen
Spit It Out platzierte sich auf Platz 28 in den Britischen Singlecharts und hielt sich dort zwei Wochen lang in der Hitparade.
| ChartsChartplatzierungen     | Höchstplatzierung | Wochen |
| ---------------------------- | ----------------- | ------ |
| Vereinigtes Königreich (OCC) | 28 (2 Wo.)        | 2      |

### Auszeichnungen für Musikverkäufe
| Land/Region                  | Auszeichnungen für Musikverkäufe (Land/Region, Auszeichnung, Verkäufe) | Verkäufe |
| ---------------------------- | ---------------------------------------------------------------------- | -------- |
| Kanada (MC)                  | Gold                                                                   | 40.000   |
| Vereinigtes Königreich (BPI) | Silber                                                                 | 200.000  |
| Insgesamt                    | 1× Silber · 1× Gold ·                                                  | 240.000  |

Hauptartikel: Slipknot/Auszeichnungen für Musikverkäufe

## Musikvideo
Das dazugehörige Musikvideo wurde unter der Leitung von Thomas Mignone gedreht. Es zeigt die Band an zwei verschiedenen Orten. Einmal auf einem Konzert, das andere Mal parodiert die Band einige Handlungen und Szenen aus dem Horrorfilm The Shining.

## Versionen der Veröffentlichung
CD Single
1. Spit It Out – 2:39
2. Surfacing (Live) – 3:46
3. Wait and Bleed (Live) – 2:45
4. Das Musikvideo

7" Single
1. Spit It Out – 2:39
2. Surfacing (live) – 3:46

US Promo Single
1. Spit It Out – 2:39
2. Call-Out Hook – 0:12

EU Promo Single
1. Spit It Out – 2:39
2. Das Musikvideo